# Células estaminais cancerígenas
Células estaminais cancerígenas ou tumorais são células cancerígenas (encontradas no interior de tumores ou cancros hematológicos) que possuem características associadas a células estaminais normais, mais especificamente a capacidade de dar origem a todos os tipos de células de um determinado cancro.